# Anaa (commune)
Pour les articles homonymes, voir Anaa.
Anaa est une commune de la Polynésie française dans l'archipel des Tuamotu. Le chef-lieu de cette dernière est Tukuhora, sur l'atoll d'Anaa.

## Géographie
Celle-ci est composée de quatre atolls:
| Atoll                      | village principal | Population 2017 | terres émergées (km²) | lagon (km²) | Coordonnées           |
| -------------------------- | ----------------- | --------------- | --------------------- | ----------- | --------------------- |
| commune associée d'Anaa    |                   |                 |                       |             |                       |
| Anaa                       | Tukuhora          | 494             | 38                    | 90          | 17° 24′ S, 145° 30′ O |
| commune associée de Faaite |                   |                 |                       |             |                       |
| Faaite                     | Hitianau          | 317             | 8,87                  | 227         | 16° 45′ S, 145° 14′ O |
| Motutunga                  | -                 | -               | 1,38                  | 126         | 17° 06′ S, 144° 22′ O |
| Tahanea                    | -                 | -               | 7,7                   | 522,5       | 16° 52′ S, 144° 46′ O |
| commune d'Anaa             | Tukuhora          | 811             | 55,95                 | 965,5       |                       |

## Démographie
L'évolution du nombre d'habitants est connue à travers les recensements de la population effectués dans la commune depuis 1971. À partir de 2006, les populations légales des communes sont publiées annuellement par l'Insee, mais la loi relative à la démocratie de proximité du 27 février 2002 a, dans ses articles consacrés au recensement de la population, instauré des recensements de la population tous les cinq ans en Nouvelle-Calédonie, en Polynésie française, à Mayotte et dans les îles Wallis-et-Futuna, ce qui n’était pas le cas auparavant. Pour la commune, le premier recensement exhaustif entrant dans le cadre du nouveau dispositif a été réalisé en 2002, les précédents recensements ont eu lieu en 1996, 1988, 1983, 1977 et 1971.
En 2017, la commune comptait 811 habitants, en diminution de 9,69 % par rapport à 2012
La fonction 'tableau()' de ce module ne peut pas s'exécuter correctement sur cet article. L'erreur retournée est : 'pas de module', et le 
module de données concerné est Module:Données/Anaa (commune)/évolution population.

Pour plus d'information sur les modules de données : Cliquez ici
La fonction 'graphique()' de ce module ne peut pas s'exécuter correctement sur cet article. L'erreur retournée est : 'pas de module', et le 
module de données concerné est Module:Données/Anaa (commune)/évolution population.

Pour plus d'information sur les modules de données : Cliquez ici

## Administration municipale
Cette commune française se trouve dans la collectivité d'outre-mer de Polynésie française et a pour chef-lieu Tukuhora (497 habitants en 2012).
| Période                                  | Période  | Identité      | Étiquette | Qualité |
| ---------------------------------------- | -------- | ------------- | --------- | ------- |
| (maire en 1981)                          |          | René Williams |           |         |
|                                          | En cours | Calixte Yip   |           |         |
| Les données manquantes sont à compléter. |          |               |           |         |

## Lieux et monuments
- Mairie (à Tukuhora).
- Bureau de poste (également situé à Tukuhora).
- Église Saint-Joseph de Tukuhora.
- Église Sainte-Marie-Madeleine de Faaite.
- Église du Sacré-Cœur d'Otepipi.
- Église Maria No Te Mauiui de Putuahara.
- Église Saint-Étienne de Tematahoa.
- Église de Hitianau.